# Zabytkowa Stacja Wodociągowa Zawada
Zabytkowa Stacja Wodociągowa Zawada – udostępniony do zwiedzania kompleks wodociągowy w Karchowicach przy ul. Bytomskiej 6, który od 19 października 2006 znajduje się na trasie Szlaku Zabytków Techniki Województwa Śląskiego.

## Historia
Rozwój przemysłu wydobywczego na terenie Górnego Śląska w drugiej połowie XIX wieku spowodował stały spływ wód do wyrobisk górniczych. Deficyt wody w ujęciach powierzchniowych zmusił władze pruskie do poszukiwań nowych źródeł wody pitnej. W 1874 roku wykonano pierwsze odwierty w okolicach wsi Zawada i Karchowice, a kilka lat później w tym miejscu wykonano studnię o głębokości 215 m. Budowę wodociągu rozpoczęto w latach 1894–1895 i wzniesiono budynki administracyjne, stację pomp oraz kotłownię parową. W latach 1927–1929 nastąpiła przebudowa hali maszyn i kotłowni. Dodatkowo wybudowano warsztat, łaźnię, garaże, magazyn, budynek straży pożarnej i komin. Wszystkie obiekty stacji wodociągowej wybudowano w stylu modernistycznym.
W latach 1968–1969 w związku z elektryfikacją zakładu wszystkie urządzenia parowe zostały wyłączone.
W 1991 zespół wodociągu „Zawada” został wpisany do rejestru zabytków pod numerem A/1424/91.

## Stan obecny

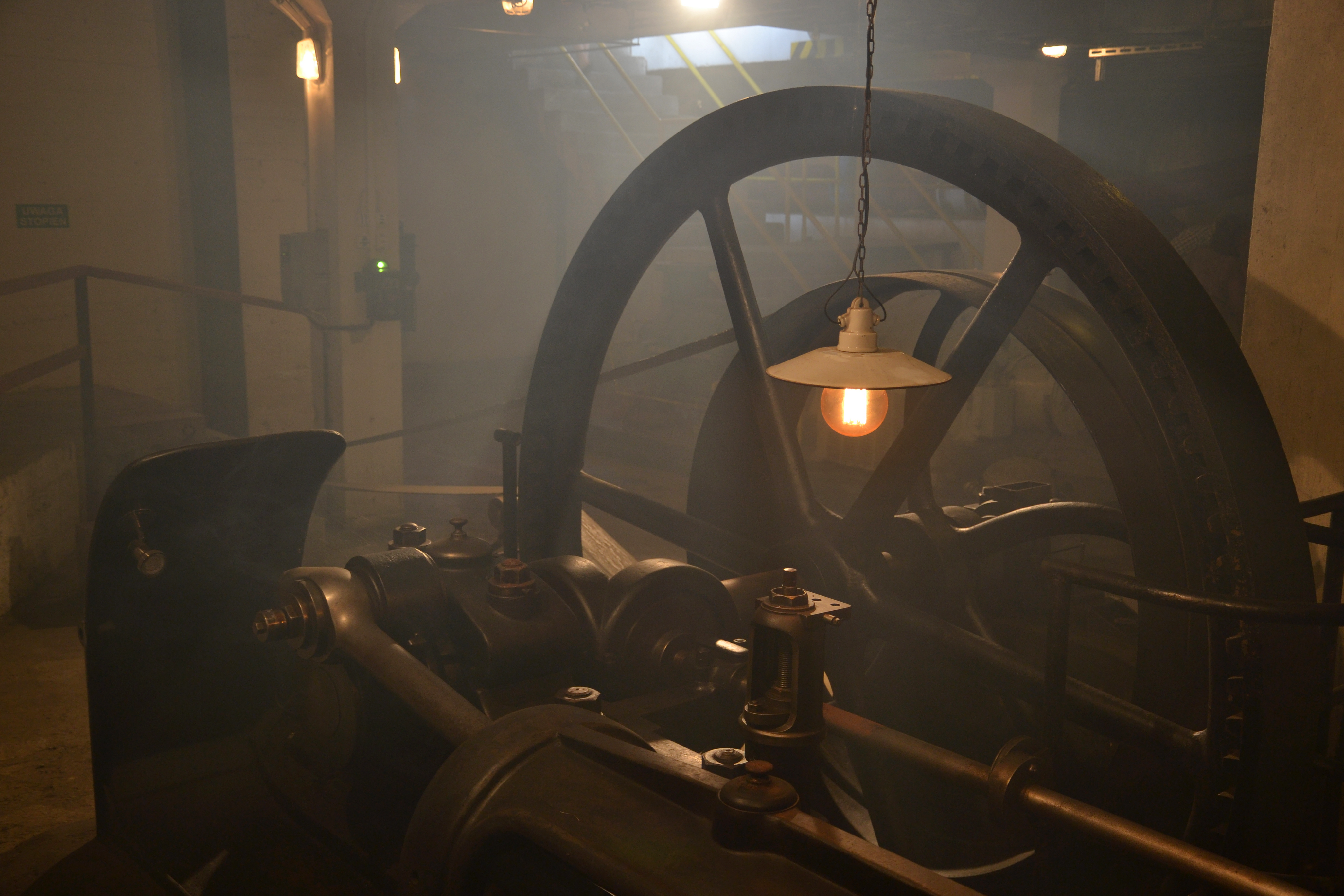
Zabytkowa maszyna parowa

Stacja wodociągowa wraz z zabytkowym oraz współczesnym (działającym) wyposażeniem jest obecnie udostępniona do zwiedzania. W ceglanym budynku pompowni z 1929 znajdują się między innymi:
- tłokowy zespół pompowy o wydajności 11 m³/min
- turbozespół pompowy o wydajności 25 m³/min
- dwustopniowa turbina wysokiego ciśnienia z 1928
- agregat pompowy z 1923
- sprężarki parowe.